# David Chocarro
David Chocarro (ur. 5 kwietnia 1980 roku w Buenos Aires) – argentyński aktor filmowy i telewizyjny, model i prezenter telewizyjny.

## Życiorys
Brał udział w kampaniach reklamowych: Gatorade, Panasonic, Clean & Clear, Bacardi, Gillette, Coca Cola i Verizon. Był gospodarzem programu "Spa Men" poświęconemu pielęgnacji i męskiej estetyce, nadawanym z wielkim sukcesem w Ameryce Łacińskiej, Stanach Zjednoczonych i Europie, za pośrednictwem Utilísima TV.
W telenoweli kanału Telemundo Ktoś Cię obserwuje (Alguien te mira, 2010) grał Benjamina Morandé, męża Tatiany Wood (Geraldine Bazan), wspólnika Juliána (Rafael Amaya) i Piedad (Danna García), kochanka Camili (Ximena Duque).

## Wybrana filmografia

### Filmy fabularne
- 2002: Kiebre jako Kiebre
- 2008: Pan i Pani Pells (Los Exitosos Pells) jako Polityk

### Seriale TV
- 2005: Floricienta
- 2006: Dusza piracka (Alma Pirata) jako Lucas
- 2006: Jesteś moim życiem (Sos mi vida) jako lekarz
- 2008: Casi Ángeles jako Matt
- 2010: Los Exitosos Pérez jako Ignacio 'Nacho' de la Torre
- 2010: Malparida jako Roberto Doval Hijo
- 2010: Aurora jako Christian Santana
- 2010: Ktoś Cię obserwuje (Alguien te mira) jako Benjamin Morandé
- 2011: Dom po sąsiedzku (La Casa de al Lado) jako Adolfo Acosta Errazuriz – Ismael Mora / Leonardo Acosta Errazuriz – Iván Mora
- 2012: El Rostro de la Venganza jako Martín Méndez / Diego Mercader
- 2014: En Otra Piel jako Diego Ochoa